# Vasilisa Marzaljuková
Vasilisa Marzaljuk (bělorusky Василиса Марзалюк), (* 23. června 1987 Lahojsk, Sovětský svaz) je běloruská zápasnice, na olympijských hrách v Londýně v roce 2012 skončila na 5. místě. Zápasu se věnuje od 13 let. Začínala v Minsku pod vedením Vasilije Kreza a Sergeje Škraďuka. Později se připravovala pod vedením Viktora Gardejčika, kterého od roku 2013 vystřídal Artur Zajcev.